# Ligardes
Ligardes – miejscowość i gmina we Francji, w regionie Oksytania, w departamencie Gers.
Według danych na rok 1990 gminę zamieszkiwało 269 osób, a gęstość zaludnienia wynosiła 24 osób/km² (wśród 3020 gmin regionu Midi-Pireneje Ligardes plasuje się na 795 miejscu pod względem liczby ludności, natomiast pod względem powierzchni na miejscu 1001).